# Cyrk Olimpia w Poznaniu
Cyrk Olimpia (wcześniej obiekt Restauracja i Dancing) – wielofunkcyjny, drewniany budynek rozrywkowy i sportowy zlokalizowany w Poznaniu. Spłonął całkowicie w 1994 roku.

## Podczas PeWuKi
Powstał jako hala gastronomiczno-rozrywkowa projektu Jerzego Müllera w 1929 na Powszechną Wystawę Krajową. Stał wówczas w Parku Kasprowicza, w pobliżu miejsca, gdzie później zbudowano halę Arena. Był częścią kompleksu rozrywkowego wystawy, wraz z lunaparkiem i innymi urządzeniami rekreacyjnymi i rozrywkowymi. Służył masowej gastronomii i wielkim potańcówkom. Samą drewnianą, kopulastą konstrukcję nośną zaprojektował L. Paradistal. Składała się ona z wyeksponowanych od wewnątrz 26 delikatnych drewnianych żeber o konstrukcji dwuteowników. Podczas PeWuKi była ona od zewnątrz zakryta nasadzonymi na kopułę kilkoma przeszklonymi walcami tworzącymi schodkową bryłę. Żebra połączono kratowymi usztywnieniami i pomalowano na jaskrawe kolory.

## Jako cyrk
Po zakończeniu wystawy krajowej, staraniem jeżyckiego handlarza końmi - Romana Andrzejewskiego (miał zakład na ul. Zwierzynieckiej), obiekt przeniesiono w pobliże skrzyżowania ulic Poznańskiej i Mickiewicza (Jeżyce). W 1931 zmontowane ponownie części posłużyły do wzniesienia stałej sceny cyrkowej o nazwie „Olimpia” (Andrzejewski był zagorzałym miłośnikiem sztuki cyrkowej). Oprócz przedstawień cyrkowych odbywały się tu również inne imprezy rozrywkowe, zabawy ludowe, wystawy artystyczne i handlowe, a także zawody sportowe, w szczególności bokserskie i zapaśnicze. Obok cyrku funkcjonował lunapark. 
Po przeniesieniu kubatura obiektu wynosiła 20.000 m³, a powierzchnia użytkowa - 1500 m². Konstrukcja była całkowicie drewniana, nie wliczając wtórnie dostawionych przybudówek, m.in. trzyosiowego wejścia z podcieniami i hallem. Drewniana podłoga znajdowała się tylko w wejściu i hallu - reszta cyrku posiadała wyłącznie klepisko. 

## Po 1945
Po 1945 obiekt popadał w stopniową ruinę, stanowiąc własność prywatną. Dach zaczął przeciekać, brakowało fragmentów ścian i okien. Liczne były włamania. W 1986 budynek wykupiło miasto i przekazało Operze, która zorganizowała tu magazyn dekoracji scenicznych. Nie wstrzymało to procesu degradacji, woda zalewała przechowywane tu dekoracje, a włamywacze kradli wyposażenie. W 1987 obiekt wpisano do rejestru zabytków. 

## Pożar
31 grudnia 1994 dawny cyrk doszczętnie spłonął od rzuconej na dach petardy. Pożar strawił go w dwie godziny (18-20), zagrażając też okolicznym blokom i willom (płomienie wznosiły się na kilkadziesiąt metrów).